# Caio Vetuleno Cívica Cerial
Caio Vetuleno Cívica Cerial (em latim: Gaius Vettulenus Civica Cerealis; m. 88) foi um senador romano nomeado cônsul sufecto por Vespasiano em algum momento entre 73 e 76. De origem sabina, o historiador Ronald Syme especula que o Sexto Vetuleno Cerial homenageado com sua esposa, Lúsia Gala, numa inscrição recuperada em Venafro eram o pai e a mãe de Cerial. Se for este o caso, seu pai serviu como legionário e terminou sua carreira como primipilo da Legio XI.

## Carreira
Depois de servir como cônsul, Cerial foi nomeado governador da província imperial da Mésia entre 81 e 84. Depois, foi sorteado para assumir a prestigiosa província da Ásia entre 87 e 88. Durante seu mandato, foi obrigado a enfrentar a revolta do chamado "falso Nero" durante a Campanha dácia de Domiciano, mas não conseguiu prendê-lo. Não se sabe se Cívica estava envolvido na conspiração contra Domiciano ou se se fracasso foi por causa de sua relutância em agir, mas, seja como for, Cerial foi preso e executado por ordem de Domiciano.
Sabe-se que que Cerial teve um irmão, Sexto Vetuleno Cerial, que foi cônsul sufecto entre 72 e 73.